# Pietro Rotari
Pietro Antonio Rotari (Verona, 30 settembre 1707 – San Pietroburgo, 31 agosto 1762) è stato un pittore italiano.

## Vita
Nato a Verona da una nobile famiglia, il conte Pietro Antonio Rotari frequentò dapprima l'incisore Robert van Auden Aerd (giunto a Verona al seguito del mecenate e vescovo Francesco Barbarigo), per poi passare nella scuola del pittore veronese Antonio Balestra. 

Tra il 1723 e il 1725 si trasferì a Venezia, dove entrò in contatto con Giovanni Battista Piazzetta e il vedutista svedese Johan Richter; qui studia le opere di Paolo Veronese e Tiziano. 
Dal 1725 al 1729 fu a Roma, alla scuola di Francesco Trevisani, dove rimase sino al 1732, anno in cui si trasferì a Napoli. Nella città partenopea lavorò sino al 1734 con Francesco Solimena. 
In seguito tornò a Verona, dove aprì una bottega (cosa che fu possibile soprattutto grazie alla condizione agiata della sua famiglia e anche perché egli era il figlio primogenito).
In seguito alla morte del padre, iniziò a viaggiare per le capitali d'Europa dove ottenne importanti commissioni: Vienna, Dresda. Qui, mentre lavorava presso la corte sassone, fu chiamato a quella di Pietroburgo dall'imperatrice Elisabetta, che lo ricoprì di onori. Divenne così il pittore della corte russa; realizza, inizialmente opere dal tema mitologico e ritratti dei grandi dell'impero, ma diventa poi celebre per i piccoli ritratti femminili, che diventano un'autentica moda. La gamma dei colori della sua tavolozza diventa essenziale: fa uso di varie tonalità di grigi, marroni tenui, verde oliva, rosa e neri, e il bianco per le lumeggiature, le perle e i merletti.
I soggetti sono le più belle fanciulle di tutta la Russia (dalle nobili della capitale alle contadine, dalle livoniane alle famigerate bellezze circasse), immortalate in varie pose (civettuole, piangenti, sorridenti, annoiate, ecc.); la figura è sempre rappresentata a mezzo busto su uno sfondo essenziale. Alla morte di Elisabetta, egli resta in auge anche sotto il suo successore, lo zar Pietro III, fatto poi eliminare dalla sua consorte, la futura Caterina II.
Pietro Rotari morirà poco dopo lo zar, e nel suo testamento lascia gran parte delle sue opere rimaste nel suo studio alla nuova imperatrice, la quale acquista dalla famiglia il lascito per un ammontare di 17.000 rubli. Queste opere furono collocate nella reggia di Peterhof, che è attualmente la loro sede.
Rotari è noto come ritrattista, pittore di soggetti sacri e incisore.
Sulla villa dei conti Rotari ad Avesa, un tempo di proprietà della famiglia Cartolari, una lapide ricorda così Pietro Rotari: "Qui nella pace della villa paterna temprava l'ingegno e la mano
a opere leggiadre il pittore conte Pietro Rotari
che in patria in Germania e in Russia
mantenne la gloria
dell'arte italiana
Nato in Verona ai 4 ottobre 1707 - morto alla corte imperiale di Pietroburgo - ai 31 agosto 1762".

## Galleria d'immagini

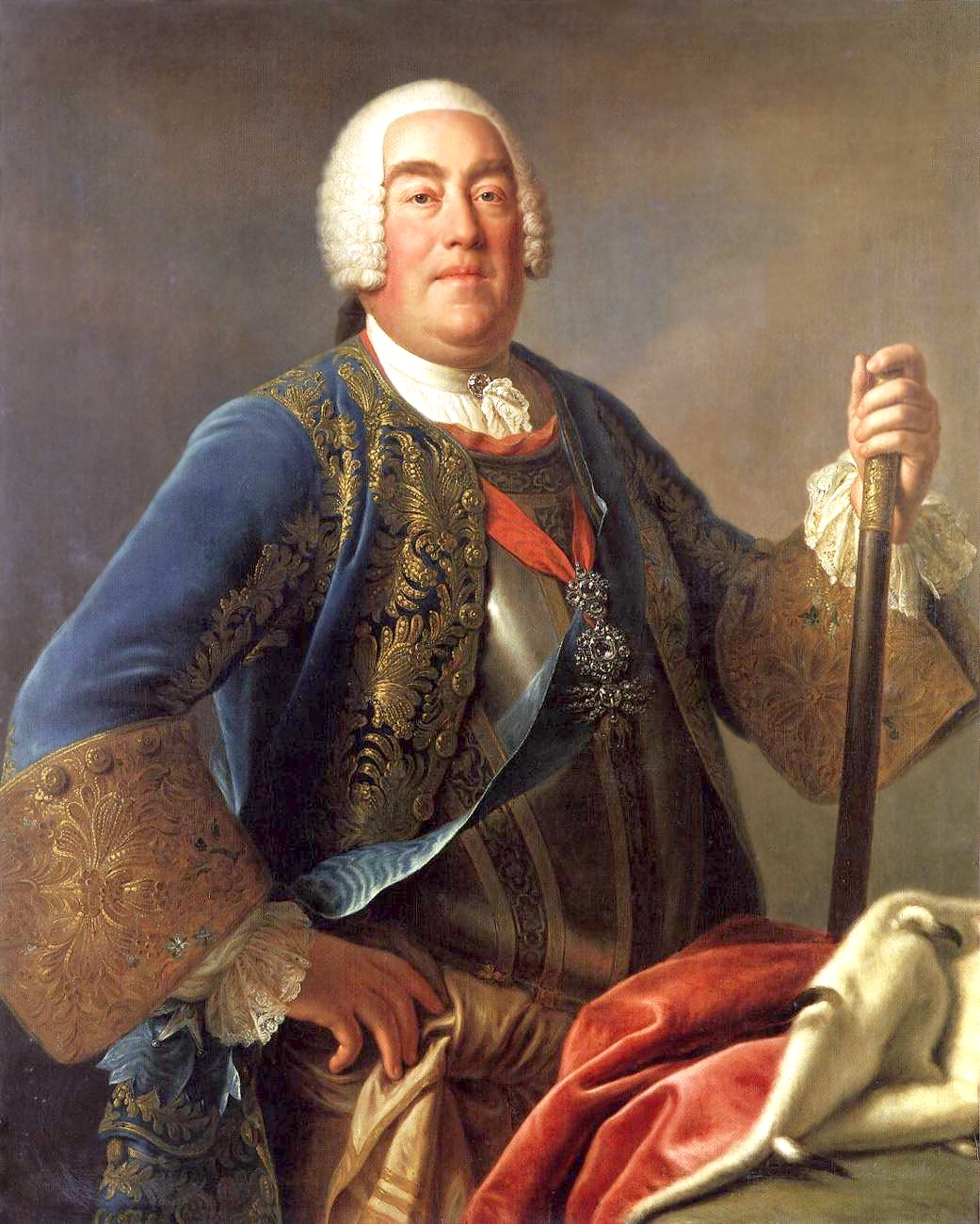
Ritratto di Augusto III di Polonia
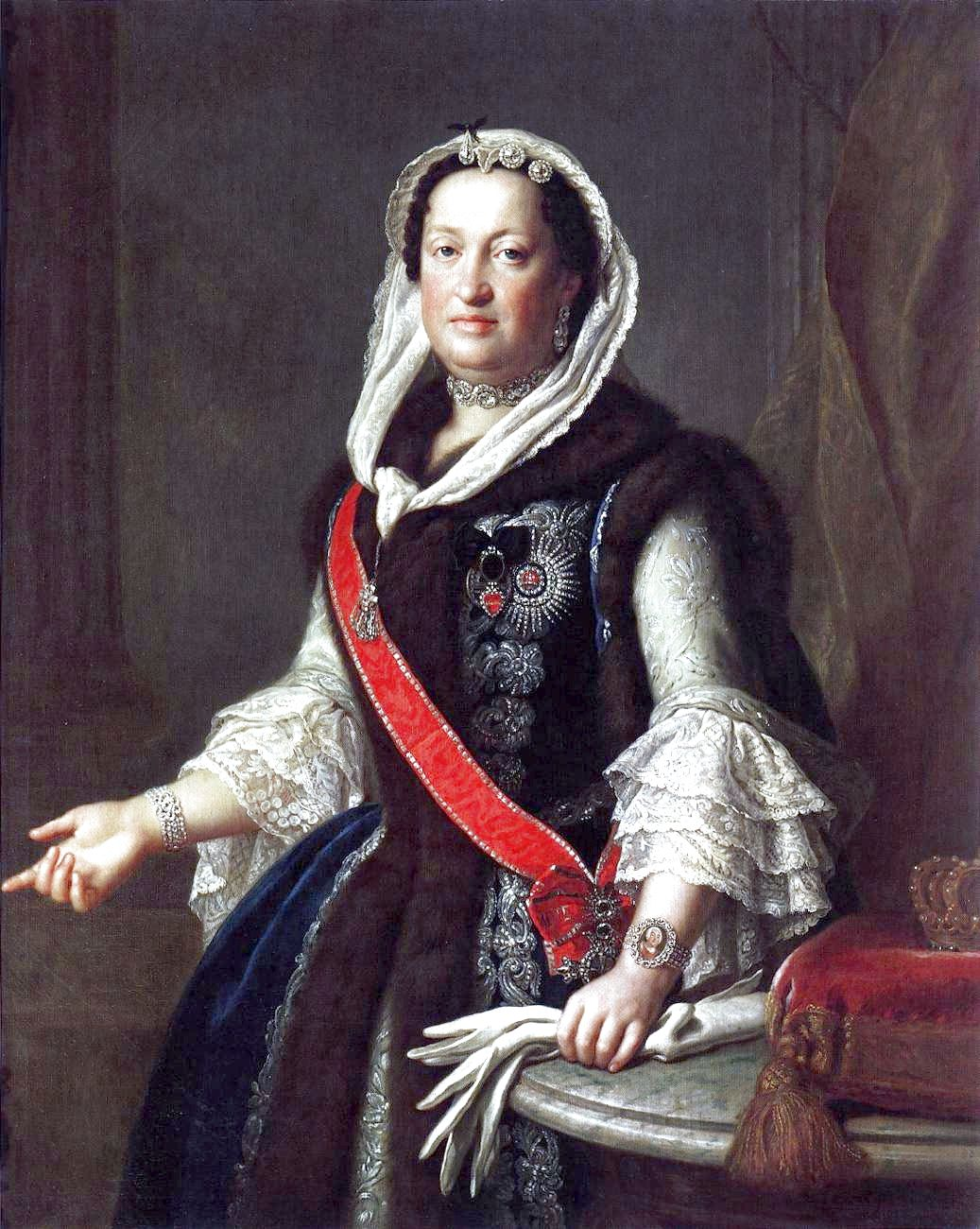
Ritratto della regina Maria Giuseppa
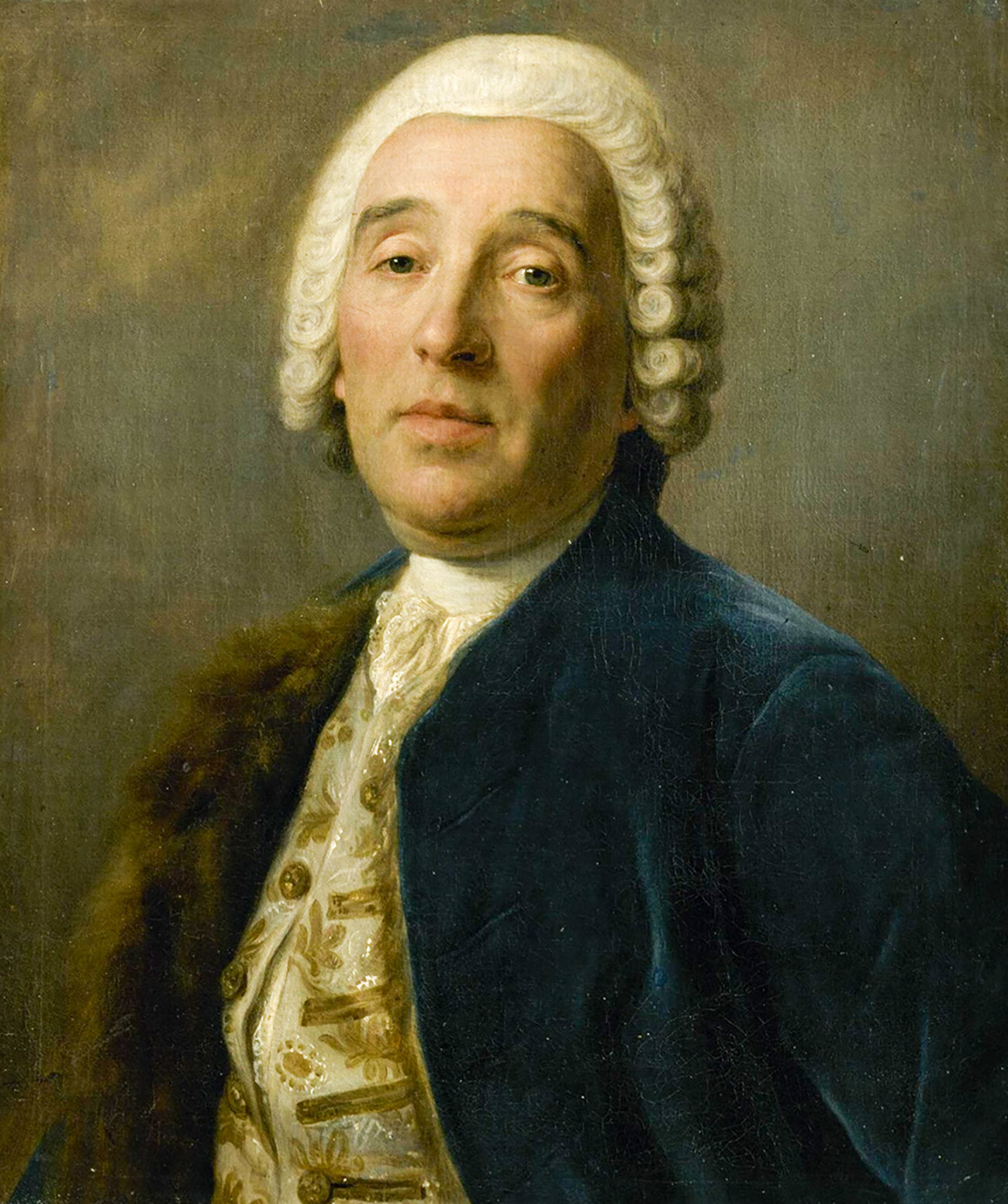
Ritratto di Francesco Bartolomeo Rastrelli
Ritratto femminile Fondation Bemberg
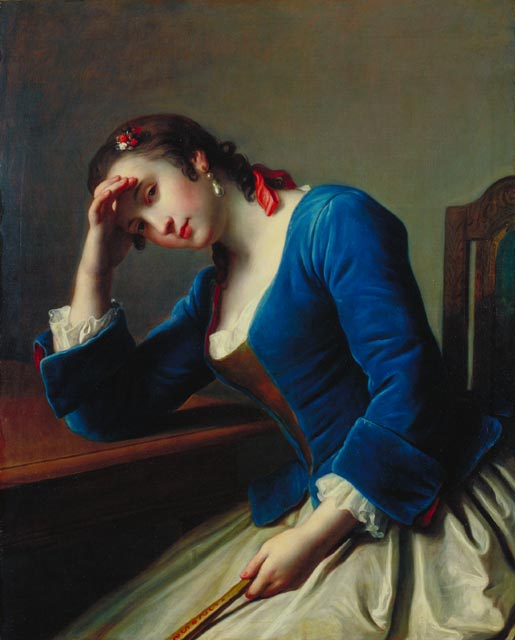
Ritratto di donna con ventaglio
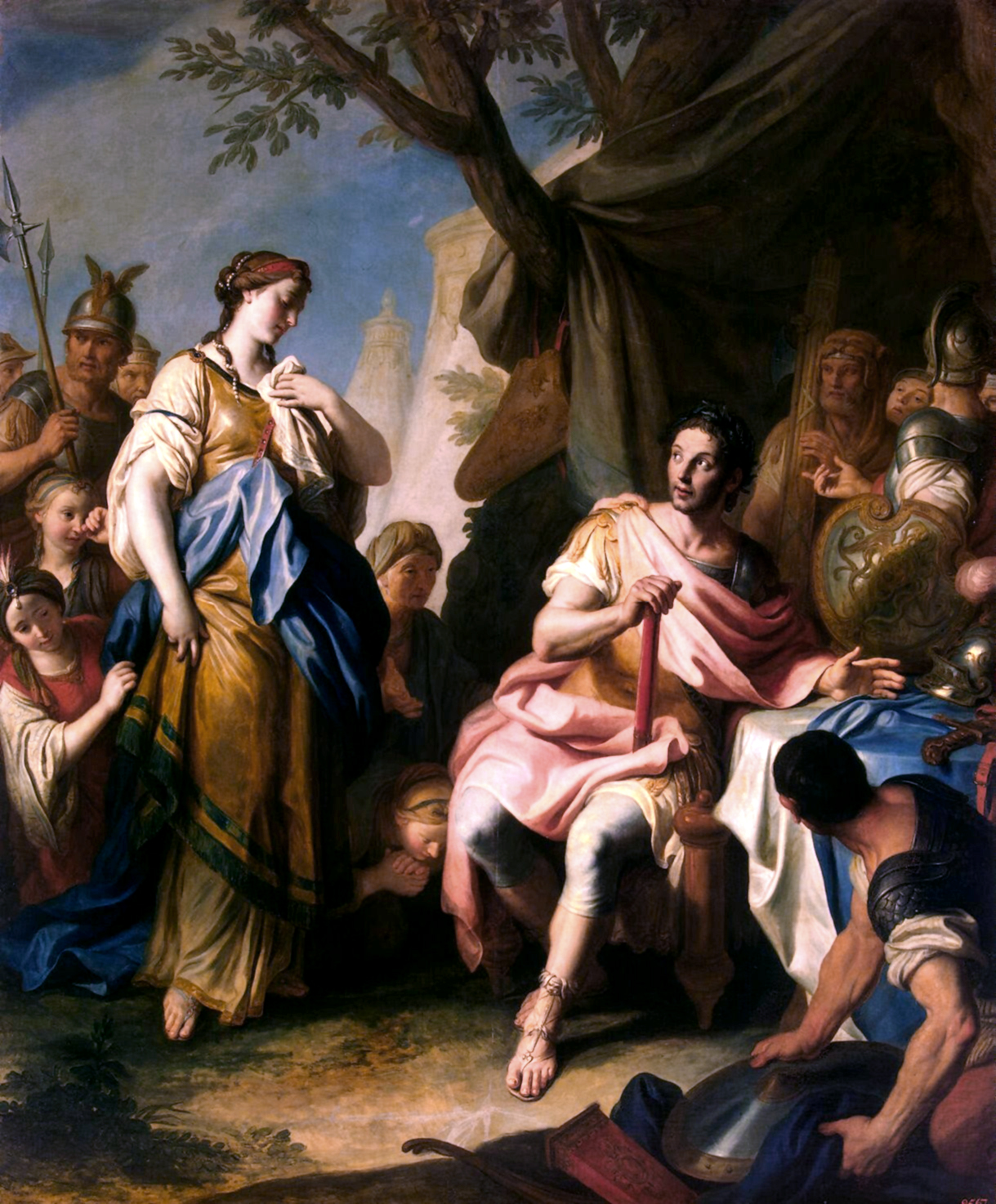
Alessandro Magno e Rossane